# Panzer IX e X
I Panzerkampfwagen IX e X erano due progetti di carri armati superpesanti sviluppati dalla Germania nazista durante la seconda guerra mondiale. Sebbene nessuno dei due sia mai stato costruito in forma di prototipo o neppure come simulacro, vennero comunque inseriti da Joseph Goebbels nella lista delle Wunderwaffen, le "armi miracolose" che avrebbero dovuto dare una svolta al conflitto in favore delle forze tedesche.

## Storia
Nella realtà dei fatti, questi veicoli non facevano parte di nessun piano di produzione portato avanti dalle industrie belliche, né tantomeno ne vennero prodotte tavole prospettiche: erano soltanto uno schizzo disegnato da un artista al soldo del Ministero della Propaganda. I disegni furono pubblicati nel 1944 sul periodico Signal assieme ad altre rappresentazioni di carri armati più o meno rivoluzionari, sia per sollevare un poco il morale nazionale sia per disinformare e confondere gli Alleati circa il reale stadio raggiunto nella costruzione di mezzi corazzati. Nel 1944, infatti, lo stato di devastazione dell'apparato economico tedesco non avrebbe permesso lo sviluppo di veicoli tanto futuristici, considerando che non era neanche in grado di rimpiazzare del tutto le perdite subite dall'esercito.

## Caratteristiche
È stato ipotizzato che il Panzer IX doveva pesare 110 tonnellate e possedere una corazzatura spessa ben 200 mm, tra l'altro anche composita come nei moderni carri da combattimento; essa inoltre, come appare dal disegno, era stata prolungata a coprire il treno di rotolamento e presentava una sagoma fortemente stondata su tutti i lati, espediente oggi in uso per aumentare la resistenza delle protezioni. Il Panzer X doveva essere più ampio, ma inferiore rispetto al carro armato superpesante come il Panzer VIII Maus, e doveva essere armato con un cannone 88 millimetri o 128 millimetri. I disegni erano molto avanzati e comprendevano molte caratteristiche che si possono trovare in modelli moderni di oggi. Non esistono informazioni su quali armi e parti meccaniche il Panzer IX o il Panzer X avrebbero potuto montare, perché si trattò appunto di una bozza fantasiosa, ignorata da progettisti e ingegneri.
Soltanto verso la fine della guerra, negli ultimi mesi d'agonia del Terzo Reich, i rotondeggianti blindati vennero presi seriamente in considerazione.